# カスマグサ
カスマグサ（かす間草、Vicia tetrasperma）はソラマメ属のつる性の越年草。田畑や空地などに生える雑草。
和名は、カラスノエンドウとスズメノエンドウの間の大きさであることから。

## ギャラリー

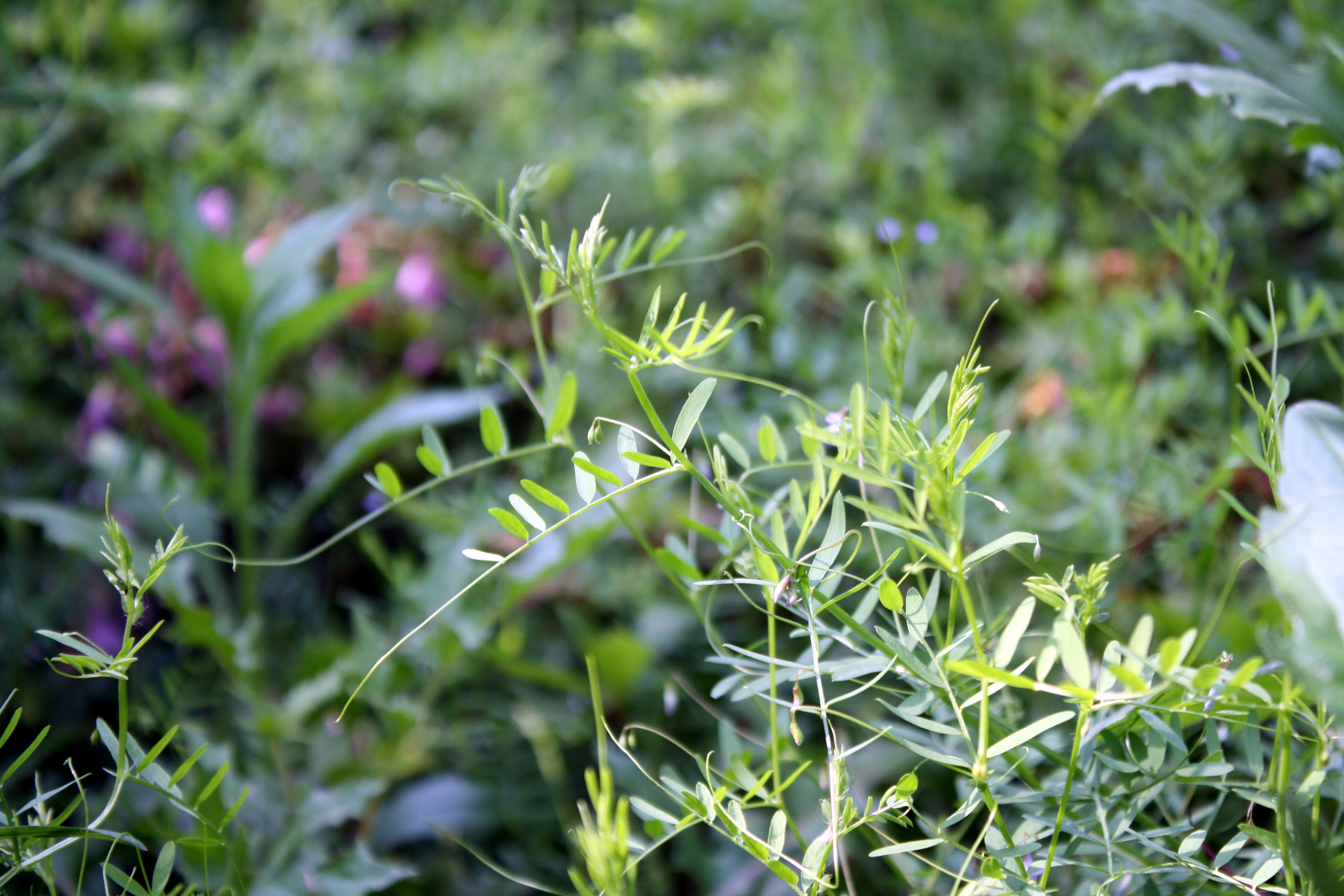
葉（羽状複葉）
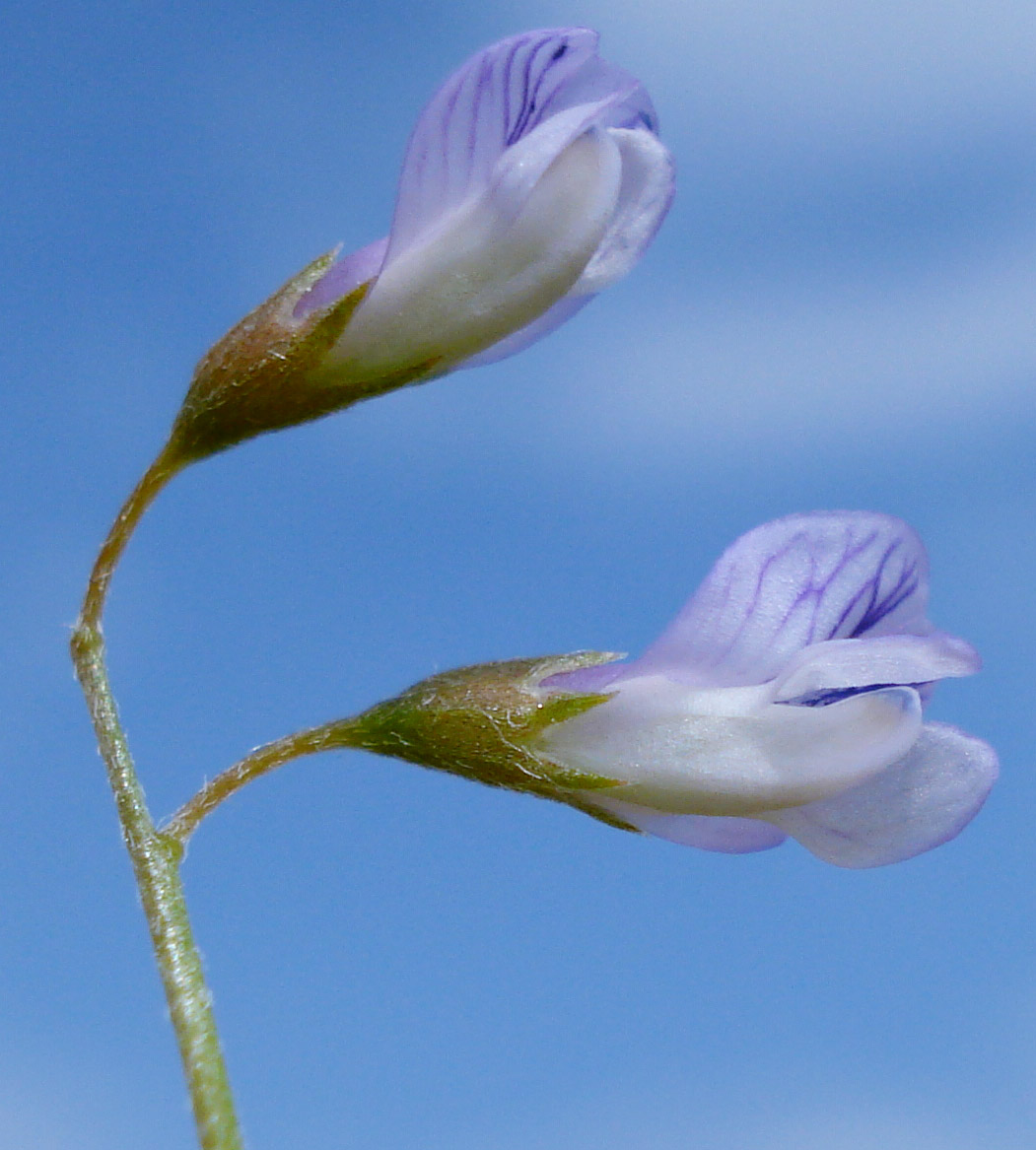
花（蝶形花）はふつう2個
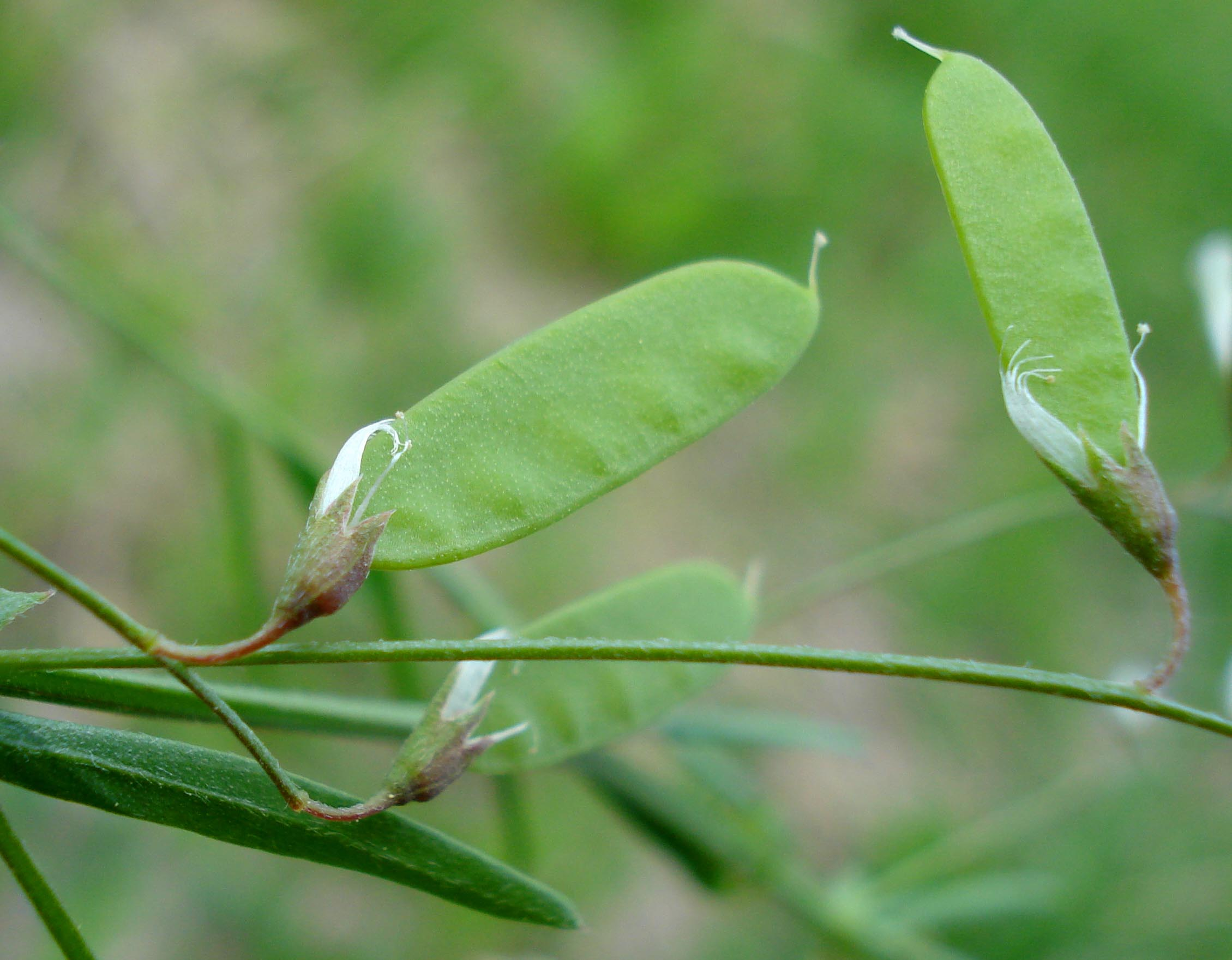
果実（豆果）の中の種子はふつう4個